# ラスト・フレンズ
『ラスト・フレンズ』は、2008年4月10日から同年6月19日までフジテレビ系列で毎週木曜日22:00 - 22:54 (JST) に放送されていたテレビドラマ、全11回。主演は長澤まさみ。略称は「ラスフレ」。

## 概要
放送当時、顕在化してきていたDVやセックス恐怖症、性同一性障害などのさまざまな問題を真正面から捉えた作品。様々な悩みを抱えた者たちが、温もりを求めてシェアハウスに集まり、他者との共同生活を通して、人と人との関わりの難しさと大切さを学ぶことで悩みを乗り越え、自分らしく前向きに日々を懸命に生きていく姿をリアルに描く青春世代の人間模様が描かれている。
ドラマは妊娠した美知留が、小さな港町の堤防に立つところから始まり、美知留がシェアハウスで暮らした日々を振り返る回想形式でストーリーが進んでいく。
扶桑社発行の女性向け漫画雑誌「マリカ」では、フジテレビとのコラボレーション企画で、美知留と瑠可の高校時代が竹田ミト作画で描かれた。
描きにくいとされていた現代社会の若者たちが抱える問題を真正面に捉え映像化したこと、主要キャストは旬な若手俳優の共演ということ等が話題を呼び、また、先の読めないストーリー展開が放送を重ねていくほどに視聴率を高め、テレビ雑誌『ザテレビジョン』が行った「第57回ドラマアカデミー賞」（2008年春クール）において、作品賞・助演男優賞（錦戸亮）・助演女優賞（上野樹里）など6冠を達成した。
キャッチコピーは、「ほどこうとするたびに、離れられなくなっていく」「今を生きる若者たち、それぞれの愛のかたち」。

## あらすじ
家や職場でも居場所が得られず、恋人からのDVに苦しむ藍田美知留、モトクロス選手として全日本選手権優勝を目指す一方、性別という誰にも言えない悩みを抱える岸本瑠可、女性達の良き相談相手でありながら、過去のトラウマからセックス恐怖症に悩む水島タケル。悩み傷ついた3人は、ひょんな事から、シェアハウスで共同生活を始める。そして、彼女達は共に暮らすうちに、人と人との関わりの大切さを知り、前向きに生きようとする。

## キャスト

### 主要人物
藍田 美知留〈22〉
演 - 長澤まさみ
本作の主人公。美容室「NiCHE」の元アシスタント。タケルのアシスタントとして働いた事もある。
母子家庭で育つ。自宅アパートに母親が男を連れ込むのを嫌がっている。
基本的には明るい性格でどんな事にも一生懸命である。信頼している相手には、どこまでも信じ抜く優しさがある一方、優柔不断で流されやすく、他人に頼り過ぎるところがある。職場である美容室では、先輩の令奈からいじめを受けていた。
母親と"アパートの家賃を引き続き支払う"という条件を交わし、恋人である宗佑の提案で同棲を始めようとする。そんな中、高校生時代の親友である瑠可と再会し、瑠可がシェアハウスで共同生活を送っていると知る。その際、一緒にシェアハウスで共同生活をしないかと瑠可に提案されたが、宗佑との同棲が決定していたので応じられなかった。
宗佑と同棲を始めた矢先、激しい束縛やDVを受けるようになる。ある日、酷い暴行を受けた際、瑠可に助けを求めてシェアハウスに住み込む事になった。しかし、再び宗佑を信じ込んでしまい、更に激しい束縛やDVを受けるようになる。タケルの救出により、もう一度シェアハウスに移住することになったが、共同生活をしているうちに、思いやりのあるタケルに惹かれていく。
宗佑から逃れる為「他に好きな人ができた」と宣言するが、その後タケルが宗佑から暴行を受けてしまう。タケルが大事な仕事を失い、シェアハウスの住人が怯えながら生活していることに罪悪感を持ち、出て行こうとするが、瑠可やタケルに引き止められる。その後、瑠可が自分に好意を寄せていることを知ったため、困惑してしまい母親のアパートへ帰宅。
その後、宗佑から「荷物を取りに来て欲しい、別れようと思う」と連絡があり、宗佑の家に向かうが、荷物は呼び出す為の口実だと知り、宗佑を平手打ちし帰ろうとする。しかし、「友人がどうなってもいいのか」と脅迫され、レイプされてしまう。「もう瑠可やタケルを傷付けないと誓うなら宗佑の元に戻る」と宣言するが、宗佑が自殺。自分も銚子市で自殺しようとするが、偶然にも母・千夏の知り合いと再会。その知人の旅館で働き始めた矢先、妊娠が判明する。医師に「高血圧の為に母子共に危険を伴う可能性がある」と告げられたが、「大事な人の子供だから」と出産を決意。
瑠可・タケルとの再会後、難産の末に女児を出産し、瑠可とタケル、そして自分の名前から、女児を「瑠美」と名付けた。エリ・友彦を含めた5人で、家族の様に暮らし、共に瑠美を育てる事を決意し、瑠可・タケルと共にシェアハウスに戻った。
岸本 瑠可〈22〉
演 - 上野樹里
シェアハウスの住人で、全日本選手権の優勝を目指すモトクロスの選手である。
口調や態度は男勝りでボーイッシュ。煮え切らない行動を嫌い、何事にも白黒つけたい性格である一方、周りを気遣うなど優しい一面がある。何に対しても、反対しないで応援してくれた父親を大事に思っている。外見や性別で能力（モトクロスでの成績など）を判断されることを嫌い、一人前のレーサーとしてみて欲しいと思っている。
美知留とは、中学・高校での同級生である。美知留の事になると我を忘れることもあり、美知留が眠りながら涙を流しているところを見て、 思わず彼女の唇にキスをしたこともある。美知瑠に対しての感情が「友情」ではないと理解しており、宗佑に嫉妬心を抱いている。実は性同一性障害という誰にも言えない悩みを抱えているが、敵対する宗佑には悩みを見抜かれていた。タケルの事を「友達」として信頼しており、自分の悩みを打ち明けようとするが、先にタケルから愛の告白を受けてしまう。自分に好意を寄せているタケルが、悩みを聞いて幻滅するのを恐れ、その際は誤魔化してしまう。それからシェアハウスを出て行こうと決心し、タケルには手紙で悩みを打ち明けるが、タケルが理解を示し、説得されてシェアハウスに戻ることになった。最終話では全日本選手権で優勝を果たした。
タケルが美知留を迎えに行こうと提案し、銚子まで探しに行く。再会後、最後まで美知留を支えることを決意し、美知留とタケル、瑠美と共にシェアハウスに戻った。
水島 タケル〈22〉
演 - 瑛太
シェアハウスの住人の一人。ヘアメイクアーティストの仕事の傍ら、夜はショットバー「Funny Fly」でバイトをしている。誰に対しても心優しく温和で人当たりが良い性格で、他人の表情・心情を敏感に感じ取る。自分のことよりも他人を優先する方で、DVを受けた美知留を宗佑の元から連れ出すなど、時には大胆な行動に出ることもある。元々一人暮らしをしていたが、一方的にプレゼントを送りつけ、執拗に連絡を取ろうとする10歳離れた血の繋がりのない姉・優子の存在に嫌気がさし、また瑠可がいるからという理由でシェアハウスに引越してくる。優子から受けた性的虐待によるトラウマで、女性との接触に苦痛を感じるようになっている為、周りからはゲイだと思われており、遊園地で優子を見掛けた際にフラッシュバックを起こしている。セックス恐怖症に悩む中で瑠可に惹かれていくが、彼女が性同一性障害で美知留に想いを寄せている事にも気付いていた。それでも瑠可に自身の想いを告白し、断られるが、フラれてからも瑠可のことを大切に想っており、シェアハウスを出て行こうとする彼女を引き止めた。最終話では美知留のことを心配している瑠可の為に、美知留を探す旅に出る。最後まで瑠可を支えることを決意し、美知留と瑠可、瑠美と共にシェアハウスに戻る。その後シェアハウスでの生活によってトラウマを克服し、姉を許すことを決めた。
滝川 エリ〈22〉
演 - 水川あさみ
契約制客室乗務員で、愛称はエリー。シェアハウスの住人。サバサバとした性格で、楽しいこと・面白いことが好きなムードメーカー。掴み所の無い個人主義者でもあり、言いたいことは本音をハッキリ言う。時には誰かを気遣ったり慰めたり、相談に乗るなど、他人を思う優しい一面を持つ。常に明るく振舞っているが、本当は誰よりも孤独や寂しさを感じやすい。好意を誰に対しても抱きやすい、恋多き女性でもある反面、「永遠の愛」というモノを信じておらずセックス依存症に陥っており、妻のいる友彦との関係によって寂しさを紛らせたり、酔った勢いでタケルにキスをしたこともある。ケガをしたタケルの見舞いにも行き、あまりにも美知留に対して執拗な宗佑に「身を引け」と言った。最終話では、妻と共に転勤先のミラノへ行く友彦に対し、ショックを受けていたが、その後、妻と別れた友彦からのプロポーズを受けて結婚。特別編では友彦と共にシェアハウスに戻った。
及川 宗佑〈24〉
演 - 錦戸亮
区役所の児童福祉課で働く美知留の恋人。幼少期に母親に捨てられ、その後親戚中をたらい回しにされた過去を持つ。頭脳明晰で誰に対しても優しく接する好青年。しかしその裏では、あまりにも美知留を思うがゆえでもある強い執着心と異常な独占欲から、常に美知留を監視して行動を束縛し、自分の思いどおりにならない状況になると些細なことから美知留に対しDVを行うようになる。美知留の心身に受けた傷を見た瑠可やタケルたちがシェアハウスに匿ったことで美知留が自分の元からいなくなると、そのことを逆恨みして彼女に関わった人間（特に瑠可やシェアハウスの住人）を敵視し、美知留に対してはストーカーと化している。再び美知留が自分の元に戻るように、美知留の母・千夏を利用したり、シェアハウスの住人に様々な嫌がらせをしているが、かつての自分と似た境遇にいる直也に対しては、別人のように心優しい一面を見せている。美知留に別れを告げられてからは行動が一層エスカレートし、タケルや瑠可にも暴力を振るった。その後美知留を騙して部屋に誘い込み、美知留から平手打ちを食らうも彼女をレイプし妊娠させた。しかし、美知留がシェアハウスの住人たちに囲まれて笑顔を見せる写真を目にし、1度も自分にはその笑顔を見せてくれた事がないことに気付き、自分では美知留の支えになれないことを悟ると、美知留への想いと懺悔を綴った手紙を遺して、ウェディングドレスを傍らに自ら命を絶った。

### 藍田美知留の関係者
平塚 令奈
演 - 西原亜希
美知留が働いていた美容室「NiCHE」の先輩美容師。美知留を目の敵にし、執拗な職場いじめを受けさせている。本編では彼女もまたDVに遭っているらしき描写があった。特別編では美容院に客として来た友彦に、自分がDVを受けていることと、美知留が宗佑に本当に愛されていると思った為に彼女をいじめたことを告白した。
三田 小百合
演 - 蘭香レア
美知留が働いていた美容室「NiCHE」の店長。
岡部 まゆみ
演 - 平野早香
美容室「NiCHE」のアシスタント。美知留とは同輩。
藍田 千夏
演 - 倍賞美津子
美知留の母親。借金を作って逃げた夫と離婚して以来、美知留と二人で暮らしていたが、いい加減な性格で酒と男にだらしがなく、たびたび恋人を家に連れ込んでいる。美知留に対しての愛情は薄く、金を無心している。そのため宗佑に利用されていたが、後にタケルから宗佑に利用されていたことを知らされ、タケルと仲良くなる。最終話では美知留の妊娠に際して本音を話し、理解を示した。その後、九州へ引っ越している。
遠藤 健一郎
演 - 北見敏之
千夏が家に連れて来る恋人。
長谷 シズエ
演 - 大森暁美
千夏の古くからの知り合い。宗佑の自殺で茫然自失となっていた美知留を偶然見つけ、自分が働いている旅館に仕事を紹介した。

### 岸本瑠可の関係者
林田 一巳
演 - 田中哲司
瑠可の所属するモトクロスチームの監督。瑠可にとっては尊敬の対象であり、仲がよい。が、瑠可は彼から「女」として見られることを苦痛に感じている。瑠可を飲みに連れて行った時、酔った勢いでキスして振り払われた。その後、瑠可の彼氏役をし遊園地に出かけたこともある。
岸本 修治
演 - 平田満
瑠可の父。瑠可の良き理解者であるが、週刊誌に瑠可が性同一性障害であると報じられ、瑠可本人からはありのままの事実を伝えられる。瑠可を応援していくと本人には話すが、娘であることに変わりはなくタケルの前で本音を話し涙する。
岸本 陽子
演 - 朝加真由美
瑠可の母。娘が性同一性障害を抱えている事には気付いていなかったが、その後理解を示している。
岸本 省吾
演 - 長島弘宜
瑠可の弟。姉が性同一性障害を抱えている事には気付いていなかったが、その後理解を示している。
奥寺医師
演 - 内倉憲二
瑠可の通院する精神科の担当医。

### 及川宗佑の関係者
樋口 直也
演 - 澁谷武尊
宗佑が児童虐待の疑いのある家庭を訪れた際に出会った少年。母親からネグレクトされ、家に置き去りにされたため困窮しており、宗佑に助けを求める。
直也の母
演 - ひがし由貴
直也を一人置き去りにし、若い恋人の元に行ってしまう。その後、直也の元に戻った。

### 水島タケルの関係者
白幡 優子
演 - 伊藤裕子
タケルの元に電話してくる女性で、タケルの姉。両親が再婚同士のため、血は繋がっていない。夫と息子がいる。幼少期、厳しい義理の父親の重圧から逃れるため、タケルへの性的虐待を加え、彼が自分を裏切れないように束縛していた。
モデル
演 - 蒲生麻由
タケルがメイクを担当するモデル。

### その他
小倉 友彦〈32歳前後〉
演 - 山崎樹範
エリの会社の先輩。シェアハウスの住人たちにはオグリンと呼ばれている。妻・栄子（演 - 川村早織梨）が家に男を連れ込んだため、シェアハウスにやってくる。シェアハウスメンバーの中で最年長者ではあるが、自分から何か意見を言うことはあまり無く他人の意見やその場の空気に流されやすい。時にはお調子者的な空気が読めないような発言をすることもあり、基本的にシェアハウスの住人からは、からかわれる役回りである。妻に別れを切り出すも離婚には至らず、妻とエリの狭間で揺らいでいた。最終話ではミラノへの転勤が決まり、妻と共に赴任したが、その数ヶ月後に妻と別れ、エリに一世一代のプロポーズをして結婚。特別編ではエリと共にシェアハウスに戻った。

### ゲスト
第一話
美容院の客
演 - 野村映里利
令奈の客。
銚子の魚屋のオヤジ
演 - 浜田道彦
美知留が魚を購入した魚屋。
レースクイーン
演 - キヨミジュン・夏川亜咲・舞雪
モトクロス場の女子更衣室から出てくる女性達。

第三話
美容院の客
演 - 小峰悠子

第八話
看護師
演 - 中沢純子
宗佑の担当看護師。

## スタッフ
- 脚本 - 浅野妙子
- 音楽 - 井筒昭雄、S.E.N.S.
- 音楽プロデュース - 志田博英
- プロデューサー - 中野利幸（フジテレビドラマ制作センター）
- 演出 - 加藤裕将、西坂瑞城、遠藤光貴
- 制作 - フジテレビドラマ制作センター
- 撮影協力 - レーシングチーム鷹

## テーマ曲
- 主題歌：宇多田ヒカル「Prisoner Of Love」（EMIミュージック・ジャパン）
  - 劇中ではタイトル曲の「-Quiet Version-」も使用されている。

## 放送日程

### 連続ドラマ
| 各話                                                       | 放送日        | サブタイトル                        | 演出     | 視聴率 |
| ---------------------------------------------------------- | ------------- | ----------------------------------- | -------- | ------ |
| 第1話                                                      | 2008年4月10日 | 誰にも言えない悩み DV、妊娠、禁断愛 | 加藤裕将 | 13.9%  |
| 第2話                                                      | 4月17日       | 命がけの秘密                        | 加藤裕将 | 15.9%  |
| 第3話                                                      | 4月24日       | 命を削る想い                        | 加藤裕将 | 15.6%  |
| 第4話                                                      | 5月01日       | 引き裂かれた絆                      | 西坂瑞城 | 15.9%  |
| 第5話                                                      | 5月08日       | 衝撃の一夜                          | 西坂瑞城 | 19.9%  |
| 第6話                                                      | 5月15日       | 命がけの逃避行                      | 遠藤光貴 | 17.2%  |
| 第7話                                                      | 5月22日       | 残酷な現実                          | 遠藤光貴 | 16.0%  |
| 第8話                                                      | 5月29日       | 最後の手紙                          | 加藤裕将 | 18.8%  |
| 第9話                                                      | 6月05日       | 君の命                              | 西坂瑞城 | 18.0%  |
| 第10話                                                     | 6月12日       | 最終章・愛と死                      | 西坂瑞城 | 20.7%  |
| 最終話                                                     | 6月19日       | 未来へ                              | 加藤裕将 | 22.8%  |
| 平均視聴率 17.7%（視聴率は関東地区・ビデオリサーチ社調べ） |               |                                     |          |        |

- ちなみに最終回視聴率は地方でも高い数値を記録しており、関西では26.6％を記録した。翌週の特別編でも関東を上回る18.7％を記録。

### 特別編
| 放送日        | サブタイトル                                                                   | 演出     | 視聴率 |
| ------------- | ------------------------------------------------------------------------------ | -------- | ------ |
| 2008年6月26日 | スペシャルアンコール特別編 総集編に新撮シーンも加え再編集!今を生きる若者達の愛 | 遠藤光貴 | 17.4%  |

## スピンオフドラマ
ドラマとの連動企画として、滝川エリ役の水川あさみを主演としたスピンオフドラマ『エリー my Love』が各話放送終了直後にフジテレビ On Demandで配信。通常は有料であるが、各話放送終了後1時間程度は無料で配信された。タイトルは『アリー my Love』をもじったものであり、シェアハウスを舞台にしたシットコム的な内容である。

### キャスト
- 滝川 エリ - 水川あさみ
- 小倉 友彦 - 山崎樹範

### スタッフ
- 脚本 - 谷和俊
- プロデュース - 渡辺恒也
- 演出 - 遠藤光貴、森脇智延、宮木正悟

## 受賞
- 第57回ザテレビジョンドラマアカデミー賞[4]
  - 最優秀作品賞
  - 助演男優賞：錦戸亮
  - 助演女優賞：上野樹里
  - ドラマソング賞：「Prisoner Of Love」 / 宇多田ヒカル
  - その他、主演女優賞では長澤まさみが3位。
- ギャラクシー賞
  - 2008年6月度 月間賞/2008年度 奨励賞：上野樹里 （『ラスト・フレンズ』の演技）[5]
- 第12回日刊スポーツ・ドラマグランプリ[6]
  - 助演男優賞：錦戸亮
  - 助演女優賞：上野樹里
- 東京ドラマアウォード2008[7]
  - キッズ&ヤング部門賞
  - 主演女優賞：上野樹里
- 第18回TV LIFE 年間ドラマ大賞[8]
  - 助演女優賞：上野樹里
- 第5回TVnavi ドラマ・オブ・ザ・イヤー2008[9]
  - 最優秀助演男優賞：瑛太
  - 最優秀助演女優賞：上野樹里

## 備考

### タイトルバック
監督は、尾形竜太。
ドラマの主題歌『Prisoner Of Love』と共に流れるオープニングのタイトルバックは、1日以上をかけて様々なこだわりを持って撮影された。その中では、美知留が「Love（愛）」、瑠可が「Liberation（解放）」、タケルが「Agony（苦悩）」、エリが「Solitude（孤独）」、宗佑が「Contradiction（矛盾）」と、それぞれの悩みのテーマが英語で現わされている。瑠可の性別への苛立ちを象徴する割れたガラスの破片、宗佑の過剰でアンバランスな愛情を象徴するマグカップから溢れ落ちていくコーヒーなども描かれている。
また、1人だけ黒いネクタイをし、リボンを追うカットで、他の4人と違う方向に歩き出す宗佑や、タケルを後ろから見つめる美知留、手をつなごうとするタケルに拒否もしないが受け入れもしない瑠可、誰かを追いかけるエリなど、これからのストーリー展開を示唆する映像も多く描かれている。
タイトルバックの最後に映される、並んで横になった5人が赤いリボンで結ばれている映像はポスターにも起用されているが、こちらは少しだけデザインが異なっている。他の4人が目を閉じる中、唯一、タイトルバックとは異なり、目を開けて横になっているタケルは、皆を「みている」立場を意味している。また、宗佑の胸に手を当てた姿は、宗佑のラストシーンと同じポーズとなっていたり、美知瑠の妊娠を示すためにお腹の周りには赤いリボンが巻かれている。（テレビジョンでの対談より）

### OKAERIマグカップ
このドラマ内では度々「OKAERIマグカップ」と呼ばれるマグカップが登場する。
- ピンク = 美知留用
- 青 = 瑠可用
- 紫 = タケル用
- オレンジ = エリ用
- 緑 = 友彦用

### DVD
- ラスト・フレンズ DVD-BOX （PCBC-61414）
  - 2008年10月15日発売、本編約505分+映像特典、ポニーキャニオン